# Judith Hemmendinger
Judith Hemmendinger (* 2. Oktober 1923 in Bad Homburg vor der Höhe als Judith Feist; † 24. März 2024) war eine israelische Autorin deutscher Herkunft.

## Leben
Judith Feist wurde 1923 in Bad Homburg als fünftes Kind von Phillip und Hannah Feist in eine orthodoxe jüdische Familie geboren. Ende der 1920er-Jahre zog die Familie nach Frankreich. Ihr Vater kam 1943 in Auschwitz ums Leben. Hemmendinger arbeitete bereits während des Zweiten Weltkriegs für das französische Hilfswerk Œuvre de secours aux enfants (OSE). Am 11. April 1945 befreiten US-amerikanische Soldaten das KZ Buchenwald. Unter den Überlebenden, darunter Friedensnobelpreisträger Elie Wiesel, waren eintausend jüdische Kinder und Jugendliche, fast alle hatten ihre Angehörigen verloren.
Die französische Hilfsorganisation OSE wurde beauftragt, sich um die Waisenkinder zu kümmern und sie auf das „Leben nach der Hölle“ vorzubereiten. Drei Jahre lang, bis 1948, lebten die schwer geschädigten Kinder, von denen viele aus orthodoxen Familien stammten, zusammen in Heimen in Frankreich, anfangs und bis Ende 1947 im Château de Vaucelles in Taverny. Sie wurden von OSE-Mitarbeitern unterrichtet und psychologisch betreut, unter anderen von Judith Feist. Aufgrund ihrer Erfahrungen schrieb sie das Buch Die Kinder von Buchenwald, das später verfilmt wurde.
1948 heiratete sie Claude Hemmendinger, mit dem sie sich im selben Jahr in Israel ansiedelte, in einem Kibbuz in der Nähe von Bet Scheʾan. Später zog sie nach Straßburg, in die Heimatstadt ihres Mannes. 1969 kehrte sie nach Israel zurück, sie lebte fortan in Jerusalem. 1981 wurde sie von der Universität Straßburg mit einer Dissertation über Kinder und Jugendliche, die Konzentrationslager überlebt hatten, promoviert.
Hemmendinger starb am 24. März 2024 im Alter von 100 Jahren.

## Schriften
- Die Kinder von Buchenwald. Aus dem Französischen von Steffen Kaiser. Mit einem Vorwort von Elie Wiesel. Moewig, Rastatt 1987, ISBN 3-8118-3253-0.
- mit Robert Krell: The Children of Buchenwald. Child Survivors and Their Post-War Lives. Gefen Publishers, Jerusalem und New York 2000, ISBN 965-229-246-X.
- Revenus du néant: Cinquante ans apres, l’impossible oubli. 23 témoignages. L’Harmattan, Paris 2002, ISBN 2-7475-2325-X.
- La vie d’une Juive errante. De Bad-Homburg vor der Höhe à Jérusalem. Autobiografie. L’Harmattan, Paris 2011, ISBN 978-2-296-06796-7.